# Powrót do Polski
Powrót do Polski – polski film historyczny z 1988 roku w reżyserii Pawła Pitery, przedstawiający przybycie Ignacego Jana Paderewskiego do Poznania w grudniu 1918 roku, którego entuzjastyczne przywitanie stało się impulsem do wybuchu zakończonego sukcesem powstania.

## Opis fabuły
„Scenariusz „Powrotu do Polski” powstał na podstawie wydarzeń autentycznych. Akcja toczy się u schyłku roku 1918. Dziennikarz „Kuriera Poznańskiego” musi stawić się w redakcji w związku ze spodziewanym przybyciem do Poznania Ignacego Jana Paderewskiego. Na Ostrowie Tumskim zostaje zatrzymany przez żołnierzy Straży Ludowej, dowodzonej przez Franciszka Ratajczaka. Dowiaduje się, że zaczęto rozbrajać Niemców. Nadchodzi trzeci dzień świąt Bożego Narodzenia. Pociąg, którym jedzie Paderewski, ma kłopoty z dostaniem się do miasta. Ministerstwo Wojny w Berlinie żąda przerwania podróży wybitnego pianisty i męża stanu, słusznie obawiając się zamieszek i niepodległościowego fermentu w Wielkopolsce. Mimo niemieckich nacisków Paderewski wjeżdża do Poznania. Z hotelu „Bazar” wygłasza płomienne przemówienie do tłumów. Na ulicach dochodzi do potyczek z Niemcami, które rychło przeradzają się w regularne powstanie.”

## Obsada
- Krzysztof Jasiński - Ignacy Jan Paderewski
- Marta Lipińska - Helena Paderewska, żona Ignacego Jana
- Stefan Friedmann - dziennikarz Andrzej Frankowski, reporter „Kuriera Poznańskiego”
- Zdzisław Wardejn - Wojciech Korfanty, poseł Reichstagu
- Igor Przegrodzki - Kazimierz Władysław Seyda
- Jerzy Łapiński - Stanisław Grabski
- Bronisław Wrocławski - major Stanisław Taczak, dowódca oddziałów powstańczych
- Piotr Krukowski - doktor Bolesław Krysiewicz badający Paderewskiego
- Włodzimierz Wiszniewski - Kontrowicz, dyrektor hotelu „Bazar”
- Andrzej Łągwa - Sylwin Strakacz, sekretarz Paderewskiego
- Leon Niemczyk - generał Schimmelpfenig
- Andrzej Żółkiewski - major Stefan Iwanowski, oficer Polskiej Armii generała Hallera
- Andrzej Szczytko - Roman Wilkanowicz, dowódca oddziału polskiego na dworcu w Poznaniu
- Michał Grudziński - kapitan Andersch, oficer niemiecki na stacji w Rogoźnie
- Lech Gwit - ksiądz Stanisław Adamski
- Ferdynand Matysik - pułkownik Wade, oficer brytyjski towarzyszący Paderewskiemu
- Edward Warzecha - komandor porucznik Rawlings, oficer brytyjski towarzyszący Paderewskiemu
- Jan Hencz - podporucznik Mieczysław Paluch, członek Komisariatu Naczelnej Rady Ludowej
- Bogusław Semotiuk - podporucznik Bohdan Hulewicz
- Krystyna Feldman - wydająca jedzenie dla żołnierzy w tramwaju
- Andrzej Grabarczyk - podporucznik Jan Maciaszek
- Waldemar Szczepaniak - podporucznik Edmund Krause
- Wanda Neumann - Maria Seydowa
- Leszek Wojtaszak - Franciszek Ratajczak, dowódca oddziału Straży Ludowej
- Włodzimierz Twardowski - Marian Trawiński, dowódca oddziału z Kórnika
- Bogusław Sochnacki - generał Von Bock und Polach
- Erwin Nowiaszek - minister Eugen Ernst, członek rządu pruskiego
- Zbigniew Józefowicz redaktor naczelny „Kuriera Poznańskiego”

W pozostałych rolach: Grażyna Jędras, Michał Szewczyk, Henryk Staszewski, Włodzimierz Adamski, Mariusz Żaba, Andrzej Mrozek, Jacek Domański, Janusz Dziubiński, Zbigniew Grabski, Renata Husarek, Wojciech Kalinowski, Eugeniusz Korczarowski, Wojciech Krupa, Ryszard Radwański, Eugeniusz Wałaszek, Ryszard Mróz, Mirosław Siedler, Tadeusz Teodorczyk.